# Lepismium

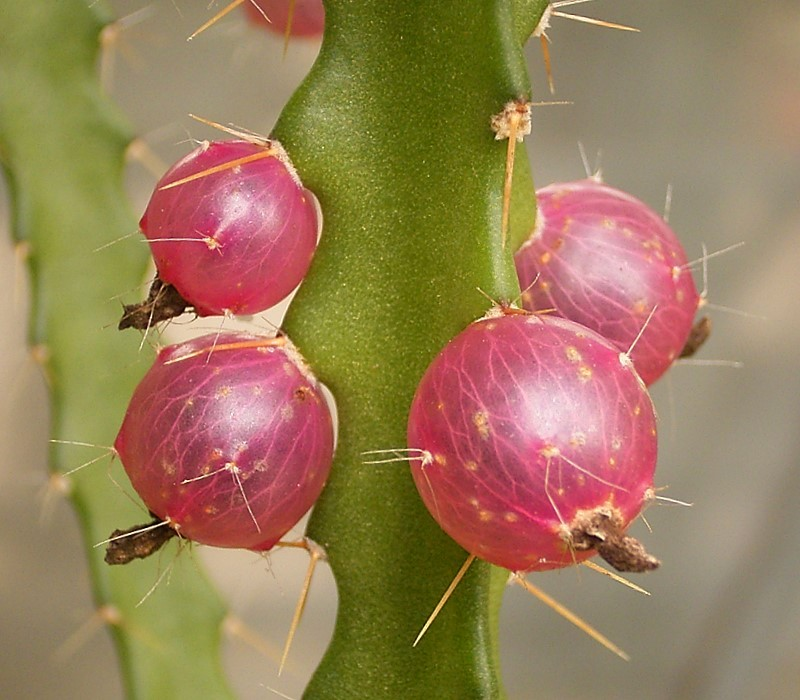
Lepismium ianthothele

Lepismium Pfeiff. – rodzaj sukulentów z rodziny kaktusowatych (Cactaceae). Gatunki z tego rodzaju występują w Argentynie, Boliwii, Brazylii, Paragwaju i Peru. Gatunkiem typowym jest L. commune Pfeiff.

## Systematyka
Synonimy
Lymanbensonia Kimnach, Pfeiffera Salm-Dyck, Acanthorhipsalis (K.Schum.) Britton & Rose, Acanthorhipsalis Kimnach.
Pozycja systematyczna według APweb (aktualizowany system APG III z 2009)
Należy do rodziny kaktusowatych (Cactaceae) Juss., która jest jednym z kladów w obrębie rzędu goździkowców (Caryophyllales) i klasy roślin okrytonasiennych. W obrębie kaktusowatych należy do plemienia Rhipsalideae, podrodziny Cactoideae.
Pozycja w systemie Reveala (1993-1999)
Gromada okrytonasienne (Magnoliophyta Cronquist), podgromada Magnoliophytina Frohne & U. Jensen ex Reveal, klasa Rosopsida Batsch, podklasa goździkowe (Caryophyllidae Takht.), nadrząd Caryophyllanae Takht., rząd goździkowce (Caryophyllales Perleb), podrząd Cactineae Bessey in C.K. Adams, rodzina kaktusowate (Cactaceae Juss.), rodzaj Lepismium Pfeiff.
Gatunki (wybór)
- Lepismium brevispinum Barthlott
- Lepismium cruciforme (Vellozo) Miquel
- Lepismium houlletianum (Lemaire) Barthlott
- Lepismium lineare  (K. Schum.) Barthlott
- Lepismium lumbricoides (Lemaire) Barthlott
- Lepismium mataralense (F. Ritter) Supplie
- Lepismium micranthum (Vaupel) Barthlott
- Lepismium warmingianum (Schumann) Barthlott

## Zagrożenia
Trzy gatunki (Lepismium cruciforme, Lepismium houlletianum, Lepismium warmingianum) zostały umieszczone w Czerwonej księdze gatunków zagrożonych (kategoria zagrożenia LC).